# Ordine reale di re Sobhuza II
Il Ordine Reale del Re Sobhuza II è un ordine cavalleresco dello Swaziland.

## Storia
L'Ordine è stato fondato nel 1975.

## Classi
L'Ordine dispone delle seguenti classi di benemerenza:
- Gran Consigliere
- Capo Consigliere
- Consigliere

## Insegne
- Il nastro è rosso con una striscia blu al centro.